# Deh Sabz
Deh Sabz és un districte de l'Afganistan a la província de Kabul, al nord-est de la ciutat de Kabul.
La seva població el 2002 s'estimava en 100.136 habitants, un 70% paixtus i la resta quasi tots tadjics. La capital del districte és Tarakhel a la part sud-oest. Creua el districte el riu Kabul i hi passa la carretera Kabul-Jalalabad. La població viu de l'agricultura.